# Ford V3000S
Ford V3000S/B3000S — середньотоннажна вантажівка, що випускалася Ford Motor Company з 1938 по 1948 рік. Замінила Ford Model BB.